# Notoxus trifasciatus
Notoxus trifasciatus is een keversoort uit de familie snoerhalskevers (Anthicidae). De wetenschappelijke naam van de soort is voor het eerst geldig gepubliceerd in 1792 door Rossi.